# بلاس س. سيلفا باوتشر
بلاس س. سيلفا باوتشر (بالإنجليزية: Blas C. Silva Boucher)‏ هو مهندس ومهندس معماري أمريكي، ولد في 2 فبراير 1869 في Hormigueros, Puerto Rico ‏ في الولايات المتحدة، وتوفي في 27 يناير 1949 في بونس، بورتوريكو في الولايات المتحدة.